# Aleksandr Nóvikov
Aleksandr Aleksándrovich Nóvikov (en ruso: Алекса́ндр Алекса́ндрович Но́виков; 6 de noviembrejul./ 19 de noviembre de 1900greg. – 3 de diciembre de 1976) fue el mariscal Jefe de la Fuerza Aérea Soviética durante la participación de la Unión Soviética en la Segunda Guerra Mundial. Elogiado como «el hombre que ha pilotado la Fuerza Aérea Roja a través de los días oscuros hasta el centro de atención actual» y un «maestro del poder aéreo táctico»  Recibió dos veces el título de Héroe de la Unión Soviética, así como un gran número de otras condecoraciones tanto soviéticas como extranjeras.
Un talentoso comandante de la fuerza aérea y uno de los principales hombres de las fuerzas armadas soviéticas, Nóvikov estuvo involucrado en casi todas las hazañas de la fuerza aérea durante la Segunda Guerra Mundial y estuvo a la vanguardia de los desarrollos en el mando y control y técnicas del combate aéreo. Después de la guerra, fue arrestado por orden del Politburó, y el jefe del NKVD, Lavrenti Beria, le obligó a hacer una «confesión» que implicaba al mariscal Zhúkov en una supuesta conspiración. Fue luego encarcelado hasta la muerte de Iósif Stalin en 1953, después de lo cual se convirtió en profesor de aviónica y escritor hasta su muerte en 1976.

## Biografía

### Infancia y juventud
Aleksandr Nóvikov nació el 19 de noviembre de 1900 en  Kryukovo, un pueblo de Nérekhta, en la gobernación de Kostromá —en esa época situado en el Impero ruso, actualmente ubicado en el óblast de Kostromá en Rusia— en el seno de una familia de campesinos pobres. Su padre, Aleksander Ivánovich Nóvikov, era un suboficial, de un regimiento del Ejército Imperial Ruso, participó en la Primera Guerra Mundial y en la guerra ruso-japonesa, su madre, Ekaterina Ivónovna, además de Nóvikov crio a otros tres hijos.
Entre 1915 y 1918 estudió en el seminario de maestros de la pequeña aldea de Chernovskaya, en el óblast de Vólogda. Después de graduarse, comenzó a trabajar como maestro de escuela en el pueblo de Peshevo, cerca de su pueblo natal. En el otoño de 1919 se convirtió en soldado de infantería en el Ejército Rojo.
Sirvió en el 27.º Regimiento de Fusileros de Reserva (Nóvgorod). Después de finalizar los cursos de infantería en Nizhny Nóvgorod del personal de comando en junio de 1920, fue nombrado comandante de pelotón y luego comandante asistente de la compañía del 22.º Regimiento de Reserva de Fusileros. En julio de ese mismo año, fue transferido como comandante asistente de compañía al 384.º Regimiento de Fusileros de la 43.ª División de Fusileros del 7.º Ejército ruso. Donde luchó contra las tropas finlandesas.
En marzo de 1921 participó en la represión del levantamiento de Kronstadt, y sirvió como comandante de pelotón durante los combates contra la guerrilla anticomunista en el Cáucaso en 1922. De 1922 a 1927 sirvió en el Ejército Bandera Roja del Cáucaso como comandante de compañía y, posteriormente, como comandante de batallón en la escuela político-militar. Durante estos años participó en un gran número de combates contra las fuerzas antisoviéticas, como en la represión del levantamiento de Kakutsa Cholokashvili y en la represión del levantamiento menchevique en Georgia (1924). En mayo de 1930 fue nombrado jefe de inteligencia, y luego en febrero de 1931, asumió el puesto de jefe del Departamento de Operaciones del Cuartel General del 11.° Cuerpo de Fusileros del Distrito Militar de Bielorrusia. En septiembre de 1932 fue asignado al Cuartel General de la Fuerza Aérea del distrito.
Después de graduarse en la prestigiosa Academia Militar Frunze en 1930, Nóvikov se trasladó a la fuerza aérea en 1933, y sirvió como jefe de operaciones hasta 1935, cuando fue nombrado comandante del 42.º Escuadrón de Bombarderos Ligeros (situado en Smolensk). En 1938 se convirtió en jefe de Estado Mayor de la Fuerza Aérea del Distrito Militar de Leningrado. Fue expulsado del partido y de las fuerzas armadas en 1937; sin embargo, fue readmitido por el Comisionado del Distrito Militar de Bielorrusia, Avgust Mezis, quien a su vez fue detenido y posteriormente ejecutado. Sirvió como jefe del Estado Mayor de la Fuerza Aérea del Distrito Militar de Leningrado antes de servir en la Guerra de invierno durante 1939 y 1940. Por su servicio en el conflicto fue ascendido a mayor general y condecorado con la Orden de Lenin.
Continuó al mando de las Fuerzas Aéreas del Distrito Militar de Leningrado hasta la invasión alemana de la Unión Soviética en 1941

### Segunda Guerra Mundial
Durante los primeros reveses del Ejército Rojo a manos de la Alemania nazi, Nóvikov y las fuerzas aéreas del Distrito Militar de Leningrado participaron en una serie de exitosos ataques aéreos contra la 5.º Flota Aérea alemana que había sido reubicada en los aeródromos finlandeses, para hostigar a los defensores soviéticos. Del 25 al 30 de junio, Novikov lanzó 263 bombarderos y 224 cazas contra los sorprendidos alemanes, en el curso de dichas incursiones los alemanes perdieron 130 aviones.
Durante este tiempo, se destacó por su habilidad en el mando y por su innovación, particularmente el entonces desconocido uso de la radio para coordinar vuelos de bombarderos. En julio de 1941, amplió su mando desde Leningrado para incluir las fuerzas aéreas del Frente Norte, el Frente del Noroeste (desplegado en los países bálticos) y la Flota del Báltico, y cuando los alemanes se acercaron a Leningrado, Nóvikov y sus fuerzas hicieron más de 16.567 salidas de combate.

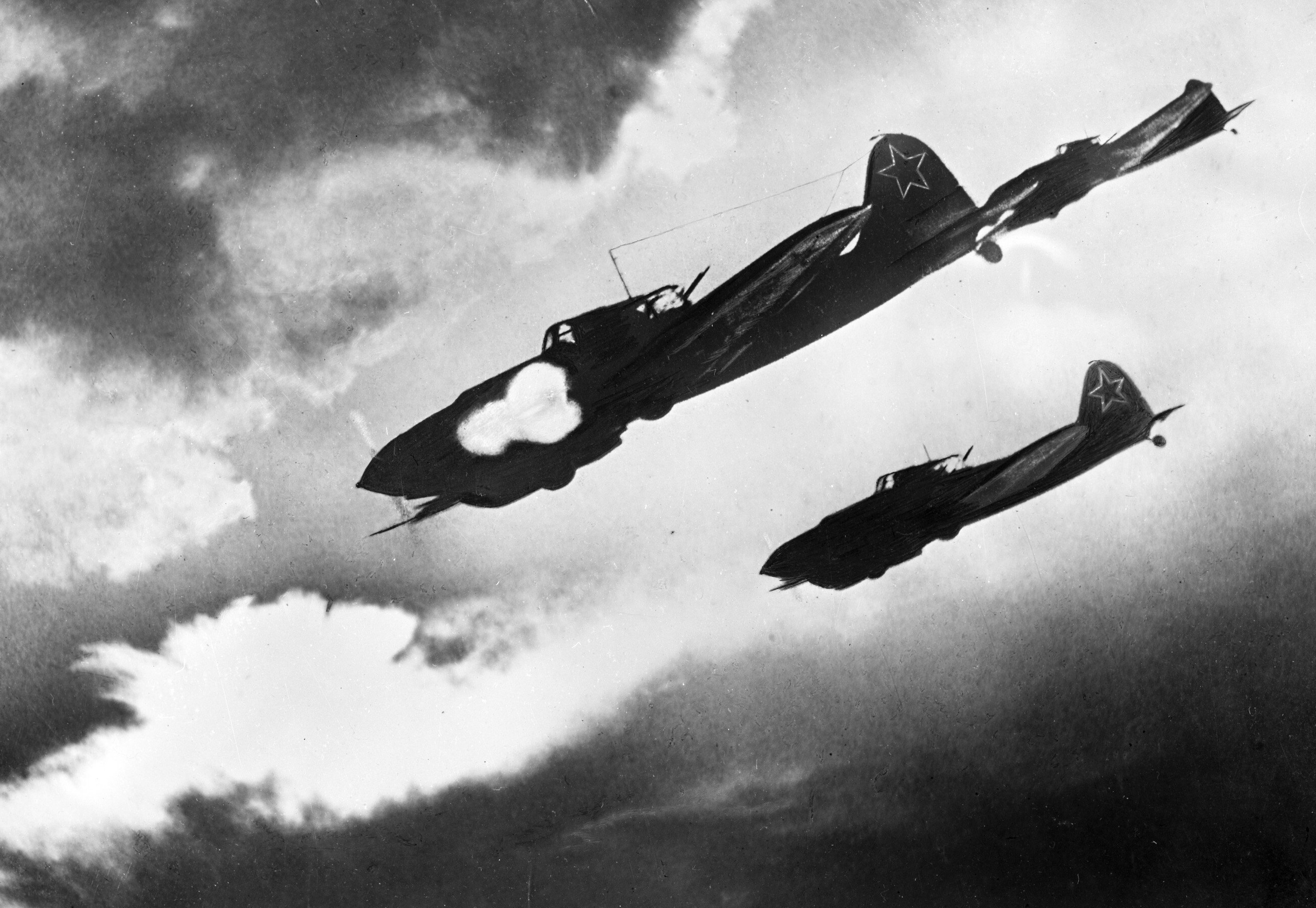
Aviones Ilyushin Il-2 soviéticos atacan una columna alemana durante la batalla de Kursk

Ocupó brevemente el cargo de Primer Adjunto del Comandante de la Fuerza Aérea desde febrero hasta el 11 de abril de 1942. Luego se convirtió en Comandante de la Fuerza Aérea del Ejército Rojo y Adjunto al Comisario Popular de Defensa de la URSS para la Aviación, cargo desde el que comenzó a reorganizar la fuerza aérea soviética. Trabajó específicamente en la creación de divisiones y cuerpos aéreos independientes, así como en la mejora de la coordinación en primera línea.
Durante la Batalla de Stalingrado, persuadió con éxito al mariscal Zhúkov y, a su vez, a Iósif Stalin de que la fuerza aérea no estaba preparada para una contraofensiva planificada, un argumento al que ambos comandantes finalmente aceptaron. Después de un período sustancial de desarrollo, pudo proporcionar a Zhúkov un bloqueo aéreo de las fuerzas alemanas sitiadas en Stalingrado, junto con la destrucción de 1200 aviones alemanes. Las operaciones aéreas posteriores sobre la región del Kubán (véase Batalla del cruce del Kubán), en la primavera de 1943, destruyeron otros 1100 aviones.
Después de su nombramiento como comandante de la Fuerza Aérea Soviética el 19 de abril de 1942, el mariscal del aire Aleksandr Nóvikov había estado preparando sus flotas para una campaña ofensiva donde pensaba enterrar definitivamente el mito de la invencibilidad de la Luftwaffe. En efecto, esta campaña mantuvo durante dos meses su intensidad, ocurriendo los combates sobre la península de Tamán. En una ocasión, el teniente general Konstantín Kershinin, comandante del 4.º Ejército Aéreo, desplegado en la zona del río Kubán, aseguró que a veces podía ver un avión caer derribado cada diez minutos, lo que no es inusual si se considera que podían ocurrir cien combates aéreos diariamente.

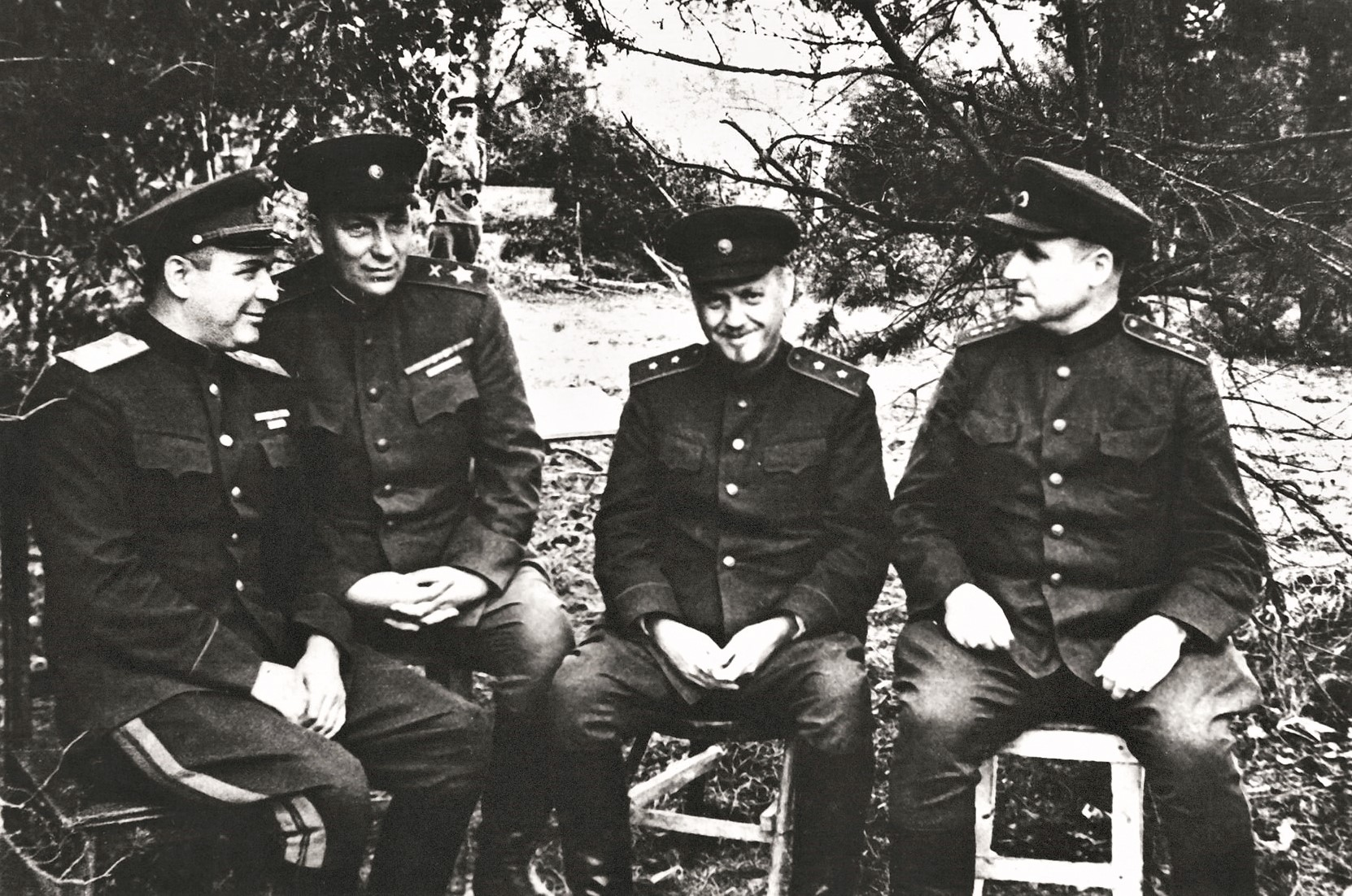
En vísperas de la Operación Suvorov. De izquierda a derecha: Novikov, Voronov, teniente general Bulganin y el comandante del Frente Oeste, coronel general Sokolovski

Como representante del Cuartel General del Mando Supremo, coordinó las operaciones militares de la aviación en varios frentes, así por ejemplo en la batalla de Kursk, introdujo nuevas innovaciones tales como: bombas de carga hueca (para destruir los blindados alemanes), cazas nocturnos y aviones de ataque a tierra.
Participó así mismo en la batalla de Smolensk (1943), en el cruce del Dniéper (1943), la ofensiva del Dniéper-Cárpatos (1943-1944), la ofensiva de Víborg-Petrozavodsk (1944), la operación Bagratión (1944), la ofensiva de Prusia Oriental (1945). En la batalla de Königsberg se pusieron a disposición de los ejércitos sitiadores 2500 aviones de combate al mando de Nóvikov, y el mariscal aéreo soviético recomendó el uso de bombarderos nocturnos pesados de bajo nivel. 514 de ellos arrojaron 4440 toneladas de bombas sobre la ciudad asediada. El 24 de junio de 1944, Estados Unidos le otorgó la Legión al Mérito.
Finalmente en abril de 1945, se le encargó que coordinara las operaciones militares de la aviación soviética de los distintos frentes implicados en la batalla de Berlín. «Por el cumplimiento ejemplar de las misiones de combate del mando Supremo en el frente contra los invasores alemanes y el coraje y heroísmo mostrado al mismo tiempo». Por decreto del Presídium del Sóviet Supremo de la Unión Soviética del 8 de septiembre de 1945, el mariscal jefe de aviación Nóvikov fue galardonado con la Medalla de Oro de Héroe de la Unión Soviética y la Orden de Lenin.
En septiembre de 1945, fue transferido al teatro de operaciones del Pacífico para luchar contra Japón, donde fue nuevamente galardonado con la Medalla de Oro de Héroe de la Unión Soviética por segunda vez «por la exitosa ejecución de la operación en las batallas contra el Japón imperialista» (véase Operación Tormenta de Agosto)
El 24 de junio de 1945, se suponía que debía comandar el desfile aéreo sobre la Plaza Roja durante el Desfile de la Victoria, sin embargo tuvo que ser cancelado debido a la lluvia.

### Posguerra
El 16 de enero de 1946, presentó a Stalin planes que sentarían las bases para la moderna Fuerza Aérea Soviética y la industria que la abastecería. Sin embargo, el 22 de abril de 1946, antes de que el plan propuesto pudieran implementarse, fue despojado de su rango, títulos y medallas y luego arrestado junto con Alekséi Shajurin, comisario del Pueblo para la Industria Aeronáutica y otros altos cargos de la Fuerza Aérea Soviética. Todos ellos fueron acusados de utilizar deliberadamente aviones de baja calidad, lo que resultó en la muerte de pilotos y en la destrucción de equipos. Bajo las palizas Nóvikov se declaró culpable. Fue interrogado y torturado al día siguiente, y nuevamente entre el 4 y el 8 de mayo de 1946 por Víktor Abakúmov, cabeza del MGB (Ministerio de la Seguridad del Estado), antes de ser obligado a leer una «confesión» al Politburó que implicaba al mariscal Gueorgui Zhúkov. Fue juzgado por el Colegio Militar de la Corte Suprema de la Unión Soviética, el 11 de mayo de 1946 y sentenciado a cinco años de prisión en un campo de trabajo bajo el Artículo 193-17, párrafo «a» del Código Penal de la RSFS de Rusia (traición a la patria).
Fue puesto en libertad el 12 de febrero de 1952, seis años después de su arresto, tras la muerte de Stalin. El 29 de mayo de 1953, por decisión del Colegio Militar, su caso fue reconsiderado y su historial criminal eliminado, debido a la «falta de hecho delictivo». El 12 de junio de ese mismo año, el Presídium del Comité Central del PCUS emitió una decisión sobre la rehabilitación de Nóvikov. Por un decreto del Presídium del Sóviet Supremo de la URSS del 13 de junio de 1953, se le devolvió el grado militar, el título honorífico de Héroe de la Unión Soviética, y todos los premios, honores y condecoraciones que le habían sido retirados. El 29 de junio, fue nombrado comandante de la aviación de largo alcance y reinstalado como mariscal jefe de aviación, donde pudo poner en práctica sus ideas. Posteriormente, presentó un plan para usar aviones a reacción y armas nucleares recientemente disponibles para librar una posible futura guerra contra los Estados Unidos y se lo mostró a Nikita Jrushchov, quien rechazó la propuesta a favor de los misiles balísticos.
En enero de 1956, por razones de salud, se retiró del ejército y pidió su pase a la reserva con derecho a usar uniformes militares y su trasladó a Leningrado. Para dedicarse a la enseñanza y capacitación de pilotos de la Flota Aérea Civil. Su solicitud fue aceptada y en agosto de 1956 fue nombrado jefe de la Escuela Superior de Aviación de la Flota Aérea Civil en Leningrado. Al mismo tiempo, dirigió el departamento de operaciones de vuelo y asumió actividad pedagógica. En 1958, se le otorgó el título académico de profesor.
En la escuela de aviación trabajó durante diez años. Bajo su liderazgo, se formó toda una galaxia de líderes de la aviación civil, se sentaron las bases del material y la base técnica de la futura aviación soviética. En septiembre de 1961, recibió la Orden de la Bandera Roja del Trabajo por sus servicios en la formación de especialistas y su contribución al desarrollo de la ciencia.
Después de su jubilación, escribió una amplia serie de trabajos sobre aviación y sobre sus experiencias en la Segunda Guerra Mundial, que se utilizaron para educar a los nuevos pilotos de la fuerza aérea soviética. También escribió sus memorias En el cielo de Leningrado y un gran número de artículos sobre la historia de la aviación soviéticos, como: La aviación soviética en la batalla de Königsberg, Pilotos soviéticos en la batalla de la Patria, En el lejano suroeste se acerca a Leningrado, Sobre el istmo de Carelia, En la batalla de Berlín.
En 1966, sufrió un derrame cerebral grave y se retiró por completo. Murió el 3 de diciembre de 1976 a los 76 años y fue enterrado en el Cementerio Novodévichi en Moscú.

## Ensayos y artículos

Busto de bronce de Aleksandr Nóvikov obra del escultor Yevgueni Vuchétich en Kostromá (Rusia)

Aleksandr A. Nóvikov es autor de varios libros y artículos sobre su experiencia en la Segunda Guerra Mundial
- Nóvikov, Aleksandr A. En el cielo de Leningrado (Notas del comandante de la aviación). - Moscú: Nauka, 1970 .-- 307 p. (sus memorias)
- Nóvikov, Aleksandr A. La aviación soviética en las batallas por Konigsberg // Revista de historia militar. - 1968.- septiembre (n.º 9). - P. 71-81.
- Nóvikov, Aleksandr A. En el istmo de Carelia // Revista de historia militar. - 1969. - julio (n.º 7). - P. 62-73.
- Nóvikov, Aleksandr A. En los accesos sudoeste a Leningrado // Revista de historia militar. - 1970. - n.º 3, 4. - P. 63-72, 67-80.
- Nóvikov, Aleksandr A.. Mariscal de Aviación G.A. Vorozheikin (Con motivo de su 80 cumpleaños). // Revista de historia militar. - 1975. - n.º 3. - P. 122-124.
- Nóvikov, Aleksandr A.. La Fuerza Aérea en la operación de Berlín. // Revista de historia militar. - 1975. - n.º 5. - P. 89-95.
- Nóvikov, Aleksandr A. La Fuerza Aérea en la operación de Manchuria. // Revista de historia militar. - 1975. - n.º 8. - P. 66-71.

## Promociones
- Coronel (28 de marzo de 1936)
- Kombrig (29 de noviembre de 1939)
- Komdiv (4 de mayo de 1940)
- Mayor general de Aviación (6 de abril de 1940)
- Teniente general de Aviación (29 de octubre de 1941)
- Coronel general de Aviación (18 de enero de 1943)
- Mariscal de Aviación (17 de marzo de 1943)
- Mariscal en Jefe de Aviación (21 de febrero de 1944).[18]

## Condecoraciones

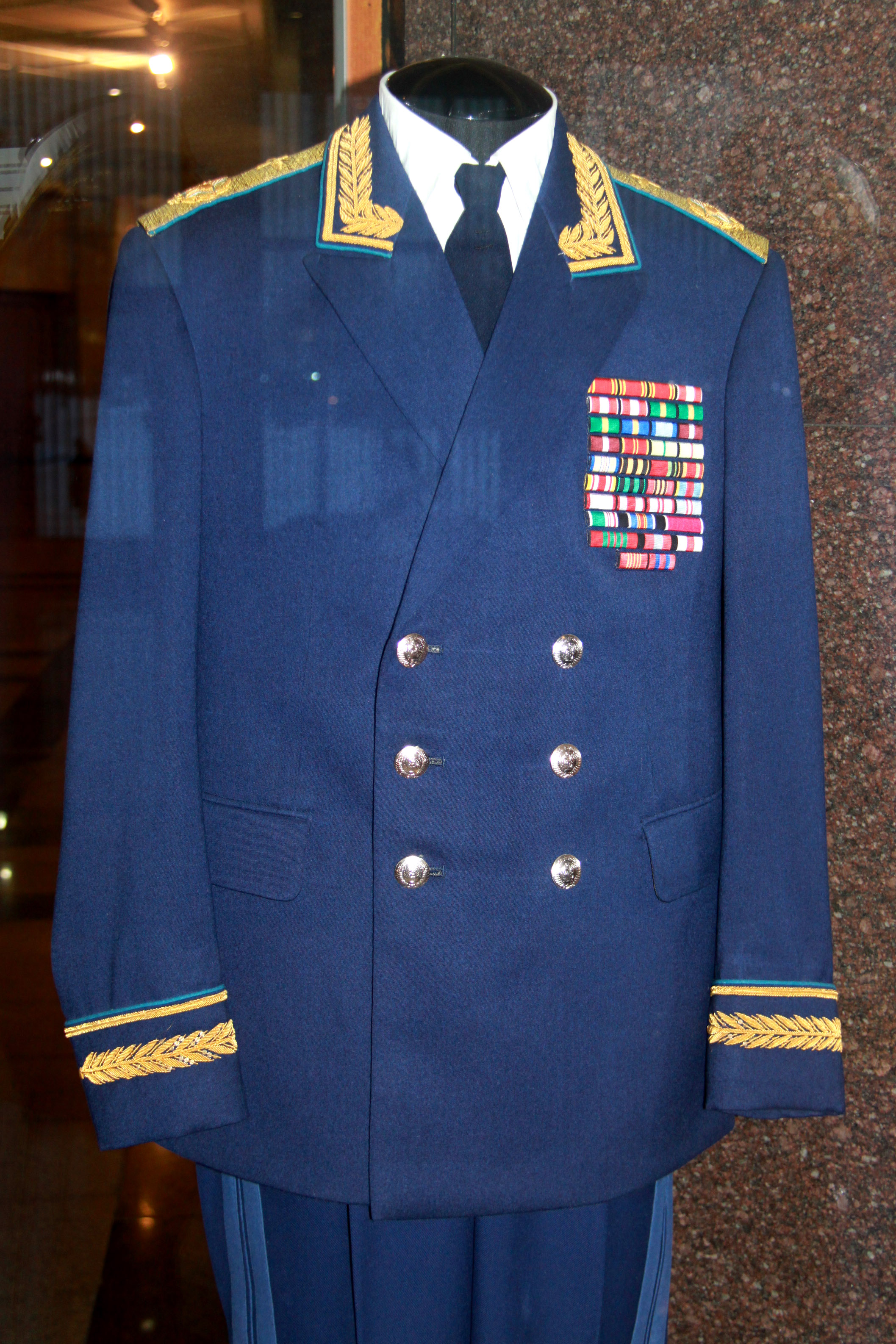
Uniforme de gala. modelo 1955 del Mariscal Jefe de Aviación Aleksándr Nóvikov

A lo largo de su carrera militar Aleksandr Nóvikov recibió las siguientes condecoraciones:
Unión Soviética
- Héroe de la Unión Soviética, dos veces (17 de abril de 1945; 8 de septiembre de 1945)
- Orden de Lenin (tres veces)
- Orden de la Bandera Roja (tres veces)
- Orden de Suvórov de 1.er grado (tres veces)
- Orden de Kutúzov de 1.er grado
- Orden de la Bandera Roja del Trabajo
- Orden de la Estrella Roja (dos veces)
- Medalla Conmemorativa por el Centenario del Natalicio de Lenin
- Medalla por la Defensa de Leningrado
- Medalla por la Defensa de Stalingrado
- Medalla por la Victoria sobre Alemania en la Gran Guerra Patria 1941-1945
- Medalla Conmemorativa del 20.º Aniversario de la Victoria en la Gran Guerra Patria de 1941-1945
- Medalla Conmemorativa del 30.º Aniversario de la Victoria en la Gran Guerra Patria de 1941-1945
- Medalla por la Victoria sobre Japón
- Medalla por la Conquista de Königsberg
- Medalla por la Conquista de Berlín
- Medalla de Veterano de las Fuerzas Armadas de la URSS
- Medalla del 20.º Aniversario del Ejército Rojo de Obreros y Campesinos
- Medalla del 30.º Aniversario de las Fuerzas Armadas de la URSS
- Medalla del 40.º Aniversario de las Fuerzas Armadas de la URSS
- Medalla del 50.º Aniversario de las Fuerzas Armadas de la URSS
- Medalla Conmemorativa del 250.º Aniversario de Leningrado

Otros países
- Comandante en Jefe de la Legión al Mérito (Estados Unidos)
- Gran Cruz de la Orden de la Legión de Honor (Francia)
- Orden de la Bandera Roja (Mongolia)
- Orden de la Estrella Polar (Mongolia)